# 珠日河牧场站
珠日河牧场站是位于内蒙古自治区通辽市科尔沁左翼中旗珠日河牧场的一个铁路车站，邮政编码029327。车站建于1980年，有通霍铁路经过该站，现仅办理货运，不办理客运业务，车站及上下行区间均已电气化。车站距离通辽站91公里，隶属沈阳铁路局霍林郭勒车务段，是四等站。